# Smolná (Oderské vrchy)
Smolná (někdy nazývaná Smolný kopec) je vrchol v Oderských vrších (části Nízkého Jeseníku) ve vojenském újezdu Libavá (okres Olomouc ), má nadmořskou výšku 620 m n. m. (    49°38′19″ s. š., 17°33′21″ v. d.). Pod Smolnou se nachází významná přírodní rezervace Smolenská luka na Smolenském potoce. Na Smolnou nevede žádná turistická značka, ale pouze lesní cesty. Vrchol je veřejnosti nepřístupný.
V okolí se ve středověku nacházela osada Smolno (Smolná). Přesná lokalizace této vesnice není známá. Smolná se nachází v katastru Čermná na Libavé.

## Pohřebiště
Ve středověku se na vrchu nacházelo proslulé pohřebiště sebevrahů, vrahů, popravených a dalších osob, které podle křesťanství nemohou být pohřbeni po posvěcené půdy hřbitova. Tuto teorii nejde jednoznačně potvrdit, neboť nebožtíci byli pohřbíváni bez náhrobního kamene. Místo bylo špatně přístupné a nacházelo se na rozhraní panství olomouckého arcibiskupa a lipenské kněžny. V lese prý stávala hájenka, která ale dvakrát vyhořela, což si místní obyvatelé začali vykládat jako zásah pekelné moci.
Jiné pověsti vyprávějí o muži, který na Smolno vezl nebožtíka v rakvi a na kola se mu pověsili čerti. Další z pověstí je o chlapcích, kteří jednoho dne vyrazili do lesa houbařit. Rozdělili se a jeden z chlapců, nějaký Rozsypal, sbíral houby až do stmívání. Najednou uviděl před sebou v úžlabině pod bukem nějakého muže, měl na sobě starodávné šaty a klobouk s širokou skývou. Na haluzi visel malý zvonek a člověk zvonil, znělo to truchlivě jak umíráček. Aby nepřišel domů pozdě, zeptal se ho, kolik je hodin. Neodpovídal. Až se teprve zeptal po třetí a zatahal do za kabát, zvoník se na něj otočil. Měl skelné oči a obličej bílý jako z vosku. Chlapce popadla hrůza a utíkal celou dobu až do vesnice. Když to ostatním vyprávěl, konstatovali, že musel zabloudit do prokletého lesa.
V lokalitě jěště nikdy nebyl proveden archeologický výzkum, který by odhalil případné kosterní pozůstatky.
Smolenskému hřbitovu sebevrahů se věnoval i pořad České televize Záhady Toma Wizarda.

## Další informace
Dva rybníky pod Smolnou (ve Smolenských lukách na Smolenském potoce) byly původně postaveny sovětskými vojáky jako koupaliště pro rekreaci rodin sovětských důstojníků.
Poblíž se také nacházela zaniklá osada Eliščiná (Liselsberg) a zaniklá obec Nová Ves nad Odrou.
Přístup ke Smolné je od křižovatky U Zeleného kříže.
Jihovýchodně od Smolné, ve vojenském výcvikovém prostoru Libavá, se nachází bývalý pohotovostní muniční sklad (tajná sovětská raketová základna) Točka západ.

Obvykle jedenkrát ročně může být místo a jeho okolí přístupné veřejnosti v rámci cyklo-turistické akce Bílý kámen.

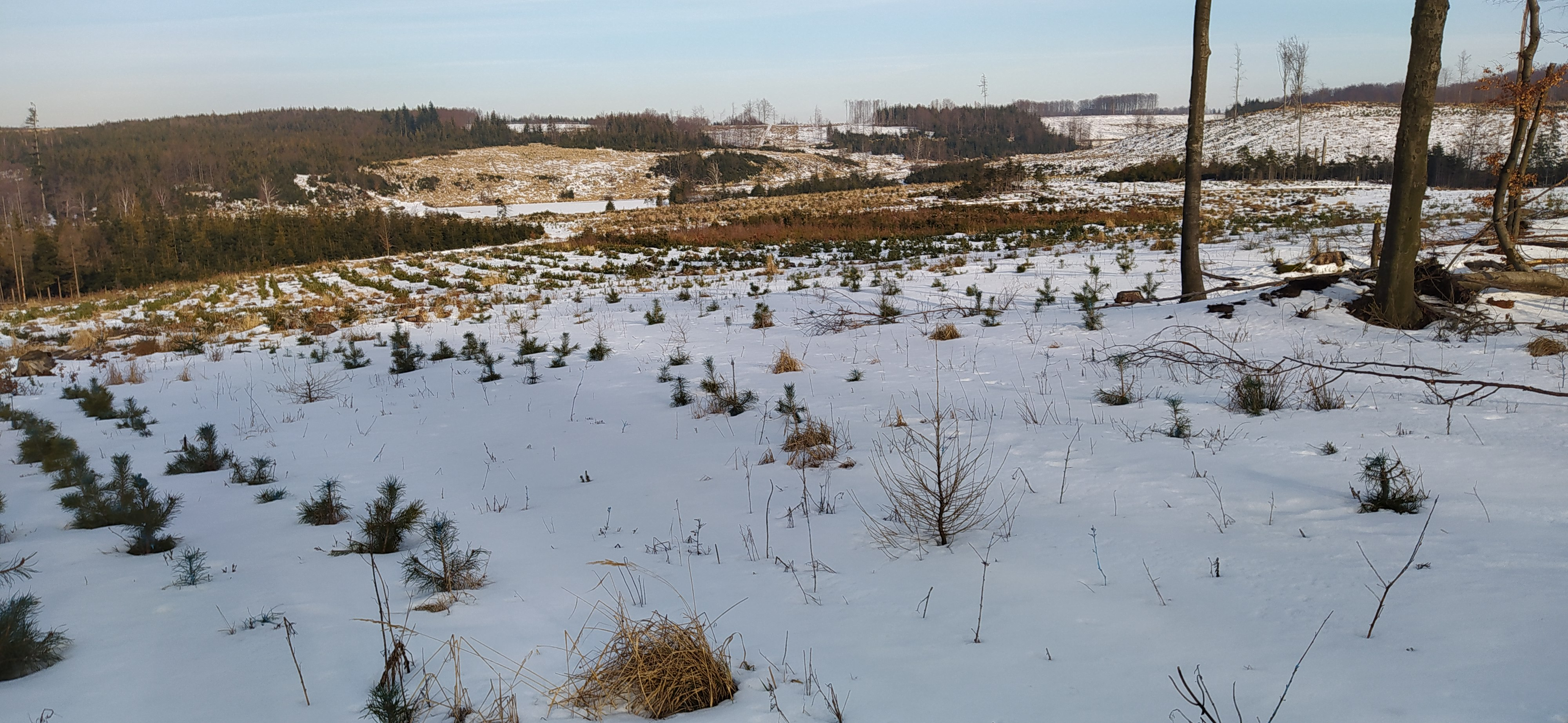
Pohled z lokality Obora na Smolenská luka (Dolní rybník) a Smolnou